# Ten Sleep
Ten Sleep è un centro abitato (town) degli Stati Uniti d'America, situato nella Contea di Washakie nello Stato del Wyoming. Nel censimento del 2000 la popolazione era di 304 abitanti.

## Geografia fisica
Secondo i rilevamenti dell'United States Census Bureau, la località di Ten Sleep si estende su una superficie di 0,4 km², tutti occupati da terre.

## Popolazione
Secondo il censimento del 2000, a Ten Sleep vivevano 304 persone, ed erano presenti 83 gruppi familiari. La densità di popolazione era di 691,0 ab./km². Nel territorio comunale si trovavano 158 unità edificate. Per quanto riguarda la composizione etnica degli abitanti, il 99,01% era bianco, lo 0,66% era nativo e lo 0,33% apparteneva ad altre razze. La popolazione di ogni razza ispanica corrispondeva allo 0,66% degli abitanti.
Per quanto riguarda la suddivisione della popolazione in fasce d'età, il 22,0% era al di sotto dei 18, il 2,3% fra i 18 e i 24, il 19,4% fra i 25 e i 44, il 33,2% fra i 45 e i 64, mentre infine il 23,0% era al di sopra dei 65 anni di età. L'età media della popolazione era di 48 anni. Per ogni 100 donne residenti vivevano 97,4 uomini.